# Suleyman Kerimov
Suleyman Abousaïdovitch Kerimov (en russe : Сулейман Абусаидович Керимов), né à Derbent (Daghestan, Russie), le 12 mars 1966, est un homme d’affaires milliardaire controversé,, oligarque et homme politique russe.
Ancien député de la Douma (chambre basse de l’assemblée fédérale russe), il représente depuis 2008 la République du Daghestan au sein du Conseil de la fédération de Russie (chambre haute). Il a souvent été désigné comme « le fonctionnaire le plus riche de Russie » avec une fortune estimée, en mars 2013, à 7,1 milliards de dollars.
Kerimov est actuellement le président du conseil d’administration de la Fédération russe de lutte. Avec l’annonce en octobre 2020 des estimations des réserves de minerai de la mine d’or Sukhoï Log, Suleyman Kerimov est devenu l’homme le plus riche de Russie.
En 2023, il a été classé en treizième position sur la liste Forbes Russie avec une fortune de 10,5 milliards de dollars,.

## Biographie
Suleyman Kerimov appartient à la minorité ethnique caucasienne des Lezghiens confessant l'islam sunnite. Son père est avocat et sa mère comptable dans l’institution bancaire Sberbank. Il a un frère, médecin de profession, et une sœur, professeur de langue et littérature russes.

### Éducation
Après l'obtention de son diplôme d'études secondaire en 1983, Kerimov s’engage dans le département de génie civil de l’Institut polytechnique du Daguestan en 1984, même s’il est dans l’obligation d’interrompre ses études un an plus tard afin de faire son service militaire pour l’Armée rouge. Après avoir rempli ses obligations militaires en 1986, Kerimov poursuit ses études à l’université d’État du Daguestan d’où il sort diplômé en comptabilité générale et en économie en 1989. C’est à l’université qu'il rencontre sa femme, Firouza, la fille d’un cadre du Parti communiste.
Kerimov déclare avoir rêvé de gagner beaucoup d’argent jeune, une ambition qui le pousse à quitter son Daguestan natal au début des années 1990.

## Carrière

### Débuts
Peu après l'obtention de son diplôme en 1989, Kerimov commence à travailler en tant que comptable pour l’usine d’Eltav Electrique basée à Makhatchkala, la capitale du Daghestan. La compagnie publique produit des éléments électroniques comme des semi-conducteurs, des diodes, des circuits intégrés et des lampes halogènes. Kerimov est rémunéré 150 roubles (approximativement 200 euros) par mois et vit avec sa femme dans un foyer pour travailleurs de l’usine où ils occupent une chambre dans un deux pièces partagé avec une autre famille. Kerimov gravit les échelons jusqu’à devenir directeur général adjoint d’Eltav et fait ses premiers pas en Bourse aux côtés de nombreux futurs oligarques pendant la chute de l’Union soviétique.

### Carrière politique

#### Élu de la Douma
De 1999 à 2003, Suleyman Kerimov est membre de la Douma, la chambre basse du Parlement russe. Il est élu sous les couleurs du parti ultranationaliste, Parti libéral-démocrate de Russie (LDPR).

#### Membre du Conseil de la fédération de Russie
Depuis 2008, Kerimov est membre du Conseil de la fédération de Russie et représente la république du Daghestan.

#### Liens avec les autorités russes
Au fil des ans, Kerimov renforce ses liens avec les autorités russes. Zoumroud Khandadachevna Roustamova, la femme du principal conseiller du président Poutine, Arkady Dvorkovitch, dirige le comité exécutif de deux compagnies qui appartiennent à Kerimov : le groupe PIK et Polyus Gold. Kerimov entretient d’étroites relations avec le premier vice-premier ministre Igor Chouvalov et le Premier ministre Dmitri Medvedev,.
En octobre 2011, Kerimov utilise ses relations pour inviter à Moscou des figures de la finance telles que Jamie Dimon de la JPMorgan, Richard Parsons de Citygroup et Stephen Schwarzmann de Blackstone afin d’appuyer l’initiative de Medvedev pour faire de Moscou un « centre international de la finance ».

## Entrepreneuriat

### Fedprombank
En 1993, Kerimov est chargé des relations entre Eltav et Fedprombank, une banque moscovite fondée par la compagnie de composants électriques. Fedprombank finance des industries en manque de fonds. Kerimov et ses associés deviennent les créanciers de grandes entreprises publiques ce qui permet à ces dernières de continuer leurs principales activités. Une fois l’économie russe stabilisée, les dettes sont remboursées avec de fortes plus-values pour Fedprombank et Kerimov.
En 1995, Kerimov est nommé à la tête de la banque Soyuz-Finans où il organise plusieurs prises de contrôle de grandes entreprises, incluant le centre d’affaires Smolensky Passazh et AvtoBank.
En 1997, Kerimov acquiert 50 % du capital de la compagnie aérienne Vnukovo et utilise ce levier pour prendre le contrôle de Fedprombank en achetant les parts de ses partenaires.

### Nafta Moskva
En 1998, Kerimov acquiert 55 % de la compagnie pétrolière Nafta Moskva, l’héritière de la société soviétique Soyuznefteexpor, pour la somme de 50 millions de dollars. En 2000, il détient 100 % du capital de Nafta Moskva. Kerimov entreprend une grande restructuration de l’entreprise, vend tous les actifs liés au pétrole et crée une holding d’investissements.
En 1999, Kerimov remporte un siège à la Douma, la chambre basse du Parlement russe sous l’étiquette du Parti ultranationaliste, le Parti libéral-démocrate de Russie (PLDR). Nafta Moskva et le leader du LDPR Vladimir Jirinovski sont cités dans une enquête des Nations unies dans le cadre du programme Pétrole contre nourriture comme ayant bénéficié de dessous de table illégaux en lien avec le régime de Saddam Hussein,.

### Gazprom et Sberbank
En 2003, Kerimov parvient à obtenir un prêt de 43 millions de dollars via la banque d’État Vneshekonomban. Cet argent lui sert à investir dans Gazprom. Au cours de l’année suivante, les actions de Gazprom doublent et Kerimov est en mesure de rembourser entièrement son prêt en l’espace de quatre mois. Sberbank, la première banque de Russie et en Europe de l’Est lui propose des prêts afin de recommencer l’opération. En 2008, Kerimov parvient à accumuler 5 % du capital de Gazprom et 6 % de Sberbank. Sa fortune est estimée à 17,5 milliards de dollars faisant de lui le 36e homme le plus riche du monde.

### Polymetal
En novembre 2005, Nafta Moskva détenue par Kerimov acquiert JSC Polymetal, une des plus importantes compagnies minières spécialisées dans l’or et l’argent. Avec Polymetal, Kerimov pousse à l’achat d’or en 2006 au moment où les prix sont relativement bas (600 dollars l’once). En 2007, il introduit l’entreprise en Bourse au London Exchange Market et vend 70 % de ses parts en 2008 avant que le cours de l’or n’atteigne son plus haut pic historique en 2011.

### Rôle dans la crise de 2008
Alors que la crise commence à se faire sentir en 2007, Kerimov et ses associés estiment que la Russie va plus souffrir économiquement que le reste des pays développés. Ils travaillent donc à créer des liens étroits avec des banques européennes et nord-américaines. Kerimov réduit sa participation au capital de Gazprom et d’autres grandes entreprises russes et se rapproche de Wall Street en proposant d’investir une grande partie de sa fortune pour défendre les institutions bancaires des vendeurs à découvert. En échange Kerimov doit obtenir de futurs prêts très avantageux. Cet arrangement est qualifié d'« arnaque pyramidale » par un banquier reconnu de Wall Street,.
En 2007, Kerimov investit plusieurs milliards dans les banques Morgan Stanley, la Deutsche Bank, le Crédit suisse et d’autres institutions financières. Ni Kerimov ni aucune banque concernée n’a pourtant révélé le montant exact des investissements menés à Wall Street. Les sommes investies sont toutefois assez colossales pour que Kerimov group reçoive un appel du secrétariat du Trésor américain « implorant l’oligarque russe de ne pas vendre ses parts » aux pires heures de la crise.
En juin 2007, il souscrit à une augmentation de capital/Recapitalisation du groupe de banque-assurance Fortis pour une valeur de 630 millions d'euros. Avec le démantèlement du groupe belgo-néerlandais orchestré de concert par BNP Paribas, l'État néerlandais et l'État belge, Kerimov essuie une perte de plus de 700 millions d'euros.
Moins d’un mois après la faillite de Lehman Brothers en septembre 2008, Kerimov invite un groupe de banquiers de premier plan dans sa villa du Cap d’Antibes où ils ont le privilège d’entendre la chanteuse américaine Beyoncé,. À la fin de l’année, la fortune de Suleyman Kerimov est tombée à 3,1 milliards de dollars.

### Polyus Gold
En 2009, Kerimov dépense l’intégralité de sa fortune restante (3,1 milliards de dollars) afin d’augmenter sa participation au capital de Polyus Gold, le plus gros producteur d’or en Russie. Kerimov acquiert 37 % du capital.

### Uralkali
En juin 2010, Kerimov achète 25 % de l’entreprise russe Uralkali (géant de la potasse) qui forme avec Belaruskali (Compagnie des potasses de Biélorussie CPB) l’un des deux acteurs du duopole contrôlant le marché de la potasse au niveau mondial. Kerimov obtient pour cela des prêts importants de la banque russe VTB.
En juillet 2013, Uralkali annonce son retrait du cartel et fait chuter les prix de la potasse en augmentant sa production au maximum de ses capacités. Les conséquences immédiates sont une chute de 25 % des prix sur le marché de la potasse qui mettent à mal le grand producteur canadien Canpotex et l’économie biélorusse en général.
Le président biélorusse, Alexandre Loukachenko réplique en faisant arrêter le PDG d’Uralkali Vladislav Baumgertner à Minsk et publie un mandat d’arrêt à l’encontre de Kerimov. L’oligarque russe est accusé « d’abus de pouvoirs ». Il serait d’ailleurs en pourparlers afin de vendre ses parts dans Uralkali pour désamorcer un conflit avec la Biélorussie,.

## Investissements

### FK Anzhi Makhatchkala
Le 17 juin 2011, Kerimov achète le FK Anji Makhatchkala – le club de foot de sa ville natale – qui fait partie de la première ligue russe. L’Anji Makhatchkala fait rapidement la une de la presse internationale lorsqu’il annonce la signature du buteur camerounais Samuel Eto’o. Le champion s’engage pour une durée de trois ans et quitte l’Inter de Milan. Il devient ainsi le joueur le mieux payé du monde avec un salaire annuel de 20 millions d’euros,,.
En avril 2011, le club achète Roberto Carlos, lequel devient capitaine de l’équipe. Une Bugatti Veyron d’une valeur de 1,8 million d’euros lui est offerte pour son 38e anniversaire.
En mars 2012, Kerimov aurait alloué la somme de 300 millions d’euros afin de procéder à des recrutements spectaculaires et se qualifier en Ligue des Champions dans les trois années qui suivent. Des rumeurs parlent même de Cristiano Ronaldo, mais la confusion est levée assez rapidement.
Ci-dessous, une liste des joueurs qui ont signé à l’Anji Makhatchkala depuis l’arrivée de Kerimov. Les joueurs surlignés en vert sont toujours sous contrat avec le club.
| Date            | Joueur                  | Club précédent          | Montant       | Source |
| --------------- | ----------------------- | ----------------------- | ------------- | ------ |
| Janvier 2011    | Chamil Lakhiyalov       | FK Krasnodar            | €5 million    | [ 45 ] |
| Janvier 2011    | João Carlos             | Genk                    | €2.5 million  | [ 45 ] |
| 4 février 2011  | Odil Ahmedov            | Pakhtakor Tachkent      | Undisclosed   | [ 46 ] |
| 16 février 2011 | Roberto Carlos          | Corinthians Paulista    | Free          |        |
| 22 février 2011 | Jucilei                 | Corinthians Paulista    | £8.8 million  | ,      |
| 8 mars 2011     | Diego Tardelli          | Atlético Mineiro        | €5 million    | [ 49 ] |
| 10 March 2011   | Moubarak Boussoufa      | Anderlecht              | £7 million    | ,      |
| Juillet 2011    | Balázs Dzsudzsák        | PSV Eindhoven           | £12.3 million | [ 48 ] |
| 5 août 2011     | Iouri Jirkov            | Chelsea FC              | £13.2 million | [ 48 ] |
| 24 août 2011    | Samuel Eto'o            | Inter Milan             | £23.7 million | [ 48 ] |
| 31 août 2011    | Vladimir Gabulov        | Dynamo Moscow           | €4 million    | [ 51 ] |
| Octobre 2011    | Yevgeny Pomazan         | CSKA Moscou             | Undisclosed   | [ 52 ] |
| Octobre 2011    | Mehdi Carcela-Gonzalez  | Standard Liège          | €5.7 million  | [ 52 ] |
| Janvier 2012    | Oleg Shatov             | FK Oural Iekaterinbourg | €1 million    | [ 52 ] |
| Janvier 2012    | Georgiy Gabulov         | Alania Vladikavkaz      | €3.4 million  | [ 52 ] |
| 24 février 2012 | Christopher Samba       | Blackburn Rovers        | £12.3 million | ,      |
| 29 juin 2012    | Lacina Traoré           | Kuban Krasnodar         | £15.8 million | ,      |
| 10 juillet 2012 | Serder Serderov         | CSKA Moscou             | Undisclosed   | [ 52 ] |
| 27 juillet 2012 | Ewerton                 | Corinthians Alagoano    | €5.4 million  | [ 55 ] |
| 31 août 2012    | Lassana Diarra          | Real Madrid             | €5 million    | [ 56 ] |
| 31 août 2012    | Nikita Burmistrov (en)  | Amkar Perm              | Undisclosed   | [ 56 ] |
| 31 janvier 2013 | Willian Borges da Silva | FC Shakhtar Donetsk     | €35 Million   | [ 57 ] |

## Controverse et problèmes juridiques

### Implications dans le scandale du programme Pétrole contre nourriture
Nafta Moskva a été l’une des entreprises citées dans le rapport Volcker des Nations unies et dans une enquête du Sénat américain pour sa participation dans un système de pots-de-vin avec le régime de Saddam Hussein lors du déploiement du programme Pétrole contre nourriture. Même si Kerimov n’est pas nommément cité dans ces rapports, deux des membres de son parti politique (LDPR) et partenaires d’affaires Vladimir Jirinovski et Sergueï Issakov le sont. Le journaliste John Helmer, basé à Moscou, maintient que Kerimov est impliqué dans ce système de pots-de-vin notant que Kerimov est entré au capital de Nafta Moskva en 1998 et que les négociations entre l’entreprise et Saddam Hussein ont eu lieu entre septembre 1998 et mars 1999.
Kerimov aurait été en Irak à la fin des années 1990.

### Enquête criminelle
Peu après sa prise de contrôle de Nafta Moskva, Kerimov entre en guerre pour mettre la main sur l’empire financier de l’ancien chef de la police Andreï Andreyev. Kerimov lutte pour prendre le contrôle des actifs de Andreyev lequel affirme qu’il n’a « pas vendu son affaire et qu’il n’a pas reçu un kopek. Il m’a été pris de manière criminelle au moyen de menaces de mort et des documents falsifiés ». Andreyev affirme que les actionnaires ont été contraints de vendre leurs parts et dans d’autres cas, les documents de propriété ont tout simplement été falsifiés.
L’unité de répression contre le crime organisé du ministère de l’Intérieur enquête sur les déclarations de Andreyev et perquisitionne dans les bureaux de Nafta Moskva. Toutes les charges sont finalement abandonnées.

### Accusations de commanditaires cachés
La capacité de Kerimov à obtenir des prêts très importants de banques d’État russe est souvent perçue avec suspicion. John Helmer affirme que Kerimov est « l’homme de paille » de puissants individus russes qui ne souhaitent pas ou ne peuvent pas investir sous leur nom propre pour des questions de conflits d’intérêt. D’autres pensent que Kerimov travaille directement pour le Kremlin. Chris Barter, l’ancien codirecteur général de Goldman Sachs à Moscou déclare que « beaucoup de choses [faites par Kerimov] semblent l’être en tandem avec le gouvernement ».
Kirill Vichnepolsky, ancien rédacteur en chef chez Forbes en Russie, estime que « toute la fortune jusqu’au dernier centime a été gagnée grâce aux connexions » de Kerimov.
Suleyman Kerimov, pour sa part, maintient toujours qu’il investit pour son propre compte.

### Procès de l'hôtel Moskva
En septembre 2010, le parlementaire russe Ashot Yegiazaryan accuse Kerimov de conspiration avec la municipalité de Moscou pour le forcer à céder ses 25 % de parts dans le projet d’hôtel Moskva. Un projet de plusieurs milliards de dollars pour construire une réplique de l’immense hôtel de luxe stalinien démoli en 2004. Après avoir reçu des menaces de mort, Yegiazaryan s’enfuit aux États-Unis pour demander l’asile et entamer une bataille judiciaire devant une cour civile à Chypre, la cour international d’arbitrage à Londres et une autre juridiction à Washington. Il affirme être menacé de poursuites judiciaires et d'être harcelé par la police. Ce qui le contraint à abandonner ses parts.
Les délibérations de justice en cours, les actifs de Kerimov sont gelés ce qui met à mal le projet à 39 milliards de dollars entre la compagnie chinoise Sinochem for the Canadian Potash Corp. La cour de justice du district de Nicosie à Chypre annule le gel de ses actifs en février 2011 estimant que les plaignants ont échoué « à prouver l’urgence de leur requête ». Selon l’avocat de Yegiasaryan, Andreas Haviaras, « le jugement chypriote n'est pas sur des questions techniques » et ne s’engage pas sur le fond de l’affaire.

### Fraude fiscale et blanchiment en France
Suleyman Kerimov est suspecté en France de fraude fiscale et de blanchiment en France depuis 2014. L’oligarque a été mis en examen deux fois en France, d’abord pour « blanchiment de fraude fiscale » puis pour « complicité de fraude fiscale », mais ces mises en examen ont été annulées. Le 22 novembre 2017, il est arrêté à Nice et présenté à un juge. M. Kerimov étant titulaire d'un passeport diplomatique, Moscou dénonce le non-respect de son immunité diplomatique. Paris estime que « M. Kerimov bénéficie d’une immunité de juridiction pénale étrangère pour les seuls faits accomplis dans l’exercice de ses fonctions », ce qui n'aurait pas été applicable lors de son arrestation, puisqu'il voyageait en France pour des raisons privées et ne serait pas entré avec son passeport diplomatique.
Après avoir été blanchi une première fois en juin 2018 de fraude fiscale devant le tribunal de Nice, il est une nouvelle fois mis en examen pour l'achat de 4 villas au Cap d’Antibes d'une valeur totale estimée entre 500 et 700 millions et acquises via des prête-noms.
Les informations obtenues par la cellule anti-blanchiment de Tracfin désignent Suleyman Kerimov comme véritable bénéficiaire de quatre villas situées au Cap d’Antibes détenues à travers diverses sociétés écrans. Ces quatre villas sont détenues par sa fille Gulnara Kerimova. Ces sociétés-écrans ont été révélées par les fuites de données « Panama Papers » et « Pandora Papers » du Consortium international de journalistes d’investigation ICIJ.
Le 27 mars 2025, le parquet national financier conduit une perquisition au Ministère de l'économie et des finances pour éclaicir les négociations ayant eu lieu entre Suleyman Kerimov et le fisc français.

### Fraude fiscale et blanchiment aux USA
Les Etats-Unis ont placé Suleyman Kerimov sous sanctions dès 2018 pour blanchiment d’argent présumé. Le 30 juin 2022, les Etats-Unis ont annoncé le gel de 1 milliard de dollars (978 millions d’euros) d’avoirs détenus par une société américaine, contrôlée par Suleyman Kerimov. L’enquête des autorités américaines a « révélé que Kerimov a utilisé une série complexe de structures légales et d’hommes de paille pour dissimuler ses intérêts dans Heritage Trust », structure créée dans l’Etat du Delaware.

### Suisse
La famille Kerimov s’appuie sur des hommes de confiance à Zoug en Suisse pour administrer des propriétés immobilières et des sociétés-écrans offshore.

#### Saisie du Amadea
Le superyacht Amadea, d'une valeur estimée: 325 millions de dollars a été saisi mi-avril 2022 à Lautoka dans les îles Fidji. Propriété de la société offshore "Millemarin Investment", il est soupçonné d'appartenir à l'oligarque russe Souleyman Kerimov.

## Fortune

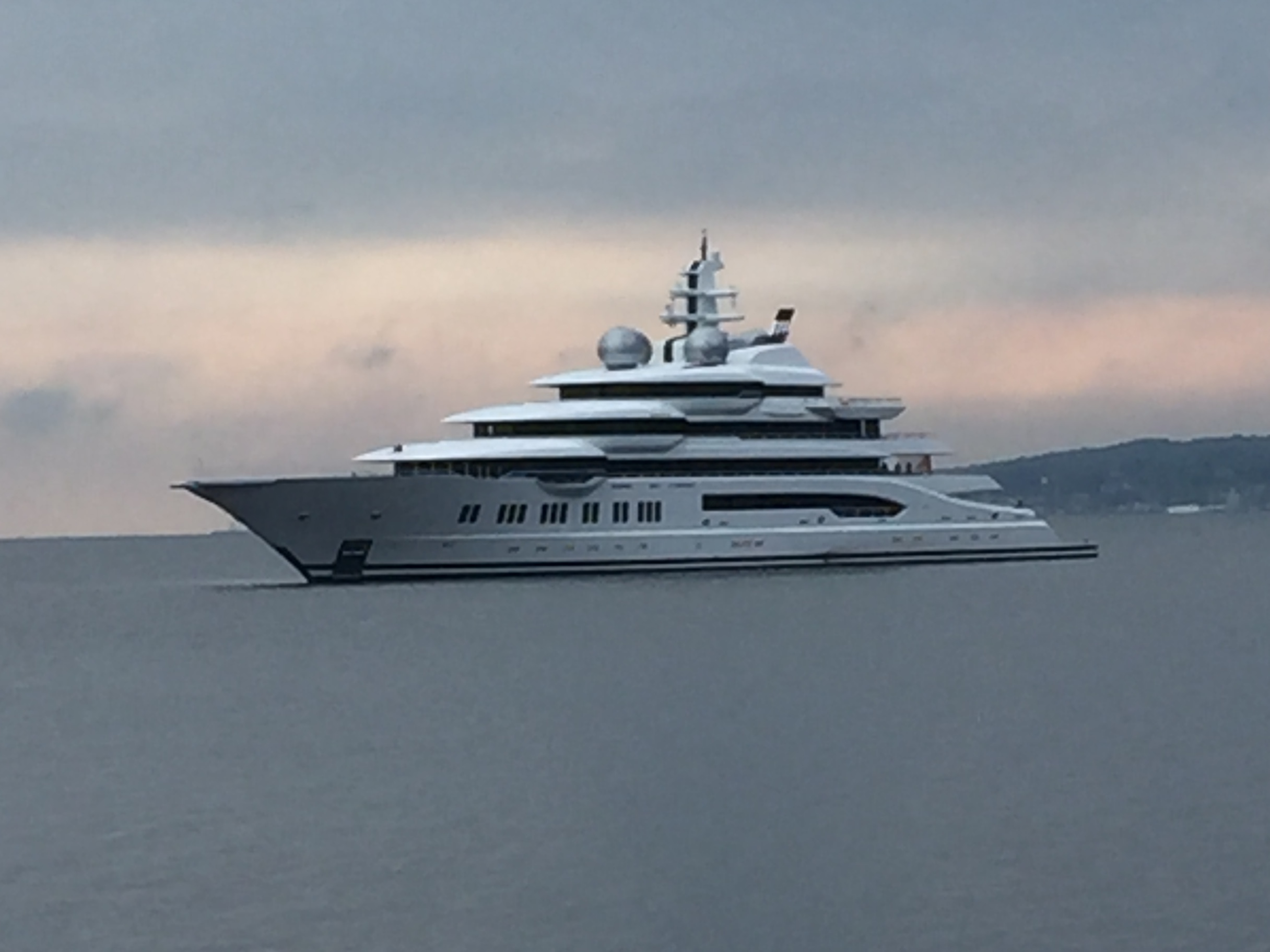
LAmadea, son yacht actuel

### Biens
Kerimov était le propriétaire d’un des plus grands yachts privés du monde l’Ice, construit par l’entreprise allemande Lürssen en 2005. L’Ice mesure 90 mètres de long et peut atteindre la vitesse de 18,6 nœuds (33 km/h). Nommé Super yacht de l’année 2006 par World Superyachts, il est aujourd’hui le 37e plus grand yacht du monde.

## Sanctions
Dans les suites de l'Invasion de l'Ukraine par la Russie en 2022, Suleyman Kerimov a fait l'objet de sanctions de la part de l'union européenne.
Kerimov figure sur la liste des sanctions du Royaume-Uni pour « des actions qui déstabilisent l'Ukraine, compromettent ou menacent l'intégrité territoriale, la souveraineté ou l'indépendance de l'Ukraine »,. Il a été sanctionné par l'Ukraine pour  « soutien aux tentatives illégales de la Russie d'annexer le territoire ukrainien souverain par le biais de faux référendums ».
Pour des raisons similaires, il fait également l'objet de sanctions de la part de l'Australie, du Canada, de la Suisse, du Japon, de l'Ukraine et de la Nouvelle-Zélande.
Comme indiqué sur le site du ministère américain des Finances, la famille du milliardaire Suleyman Kerimov : ses enfants et sa femme Firuza sont également soumis à des sanctions. En août 2025, les Etats-Unis mettent en vente son yacht saisi en 2022 et estimé à 300 millions de dollars. En Suisse, la justice, qui a gelé pour 1,3 milliards de francs suisses d'avoirs de l'oligarque, continue son enquête, soupçonnant cinq membres de son entourage d’avoir contourné la loi sur les embargos et blanchi des fonds. En France, une importante enquête judiciaire porte sur d'éventuels arrangements entre Kerimov et le ministère de l'économie et des finances. Le dossier est confié à l'été 2023 au magistrat Serge Tournaire, qui fait effectuer des perquisitions au ministère en décembre 2024 et mars 2025.

## Vie privée
Kerimov est marié à Firuza, qu'il connut au cours de ses études. Le couple a trois enfants: un fils, Saïd et deux filles, Amina et Gulnara,.
Le 26 novembre 2006, à Nice, Kerimov se blesse sérieusement après avoir perdu le contrôle de sa Ferrari Enzo sur la promenade des Anglais. Sa passagère, la présentatrice de télévision Tina Kandelaki et lui souffrent de brûlures (plus superficielles pour elle). Kerimov est emmené en Belgique où il est soigné à l’hôpital militaire de Neder-Over-Heembeek, spécialisé dans les soins aux grands brûlés. Pour remercier des soins prodigués, Kerimov donne la somme d’un million d’euros à l’asbl (association sans but lucratif) Pinocchio qui s’occupe des enfants qui ont souffert de brûlures. Ce montant constitue le triple du budget annuel de l'association. Kandelaki nie d’abord se trouver dans la Ferrari (elle est mariée et mère de famille), mais elle est contredite par la police française et son propre conjoint. Kerimov porte des gants pour cacher les brûlures qu’il a aux mains alors que Kandelaki fait tatouer des symboles mayas sur ses brûlures à la main et à la taille.
Début juin 2009, il provoque le départ vers la Belgique de l’ambassadeur de Belgique à Moscou. Celui-ci aurait délivré pour Suleyman Kerimov des visas irréguliers. Ces visas auraient permis au milliardaire de faire passer des femmes thaïlandaises en France, où il possède une propriété au Cap d’Antibes ainsi que son yacht, l'Ice, de 90 mètres,  revendu au président de Guinée équatoriale Teodoro Nguema Obiang Mangue, puis l'Amadea, de 107 mètres. L’ambassadeur belge y était invité fréquemment, étant ami avec l'oligarque russe.
Connu pour dépenser beaucoup d’argent dans de somptueuses fêtes, le milliardaire russe s’offre les services de célébrités de la chanson à l’image de Christina Aguilera, Shakira, Amy Winehouse, Jessie J ou Beyoncé.

## Philanthropie

### Suleyman Kerimov Foundation
Kerimov fonde la Suleyman Kerimov Foundation en 2007 dans le but d'aider la jeunesse de Russie et à travers le monde en lançant des initiatives qui renforcent les communautés et aident ceux qui en ont besoin. Contrairement à la plupart des organisations caritatives en Russie, la fondation travaille en étroite collaboration avec le gouvernement. La Fondation coopère avec les organisations caritatives Fondation «Donner la vie», Gorchakov Fondation, Fondation nationale de la Santé, OmidFoundation et d'autres,.
En 2010, la Suleyman Kerimov Foundation a accordé une bourse au Festival du film de Zurich. La contribution financière de l'oligarque russe d'un montant de 500 000 euros représentait 12% du budget du festival.
Le 17 décembre 2010, la presse rapporte que Kerimov va dépenser 100 millions de dollars dans la construction d’une école polyvalente à l’ouest de Moscou « pour instruire les enfants de différents groupes sociaux ». L’école comprend un complexe sportif moderne avec une piscine, une rampe de skate, une piste de danse gigantesque ainsi qu’une zone résidentielle pour les enfants en provenance de la province.
Parmi les principaux projets de la fondation des médias, on note la reconstruction de la plus grande mosquée cathédrale de Moscou en Europe, le Hajj annuel des pour des centaines de pèlerins, la jeunesse internationale et les festivals culturels, et un certain nombre d'autres,,,.
Pour se conformer à la loi votée par le Parlement russe qui interdit aux officiels de détenir des titres de créance et des comptes à l’étranger, Kerimov transfère en mai 2013 ses fonds à la Kerimov Foundation qui est enregistrée en Suisse.
En 2014, selon le magazine Forbes, Kerimov est devenu le troisième dans le classement des personnes les plus riches en Russie qui ont dépensé de l'argent pour la charité en 2013.
L'épouse du mécène Firuz Kerimova est également impliquée dans des œuvres caritatives - elle dirige la Fondation Territory of Good, qui met en œuvre des projets sociaux et apporte une aide ciblée. Avec le soutien de Firuz Kerimova, de nombreuses institutions éducatives, sportives et culturelles ont été restaurées. Par exemple, en 2017, la restauration de la maison-musée de Suleiman Stalsky, le poète populaire du Daghestan, a été achevée. La même année, le Gymnase Derbent pour la Culture de la Paix a été reconstruit.

### Pandémie de Covid-19
Suleiman Kerimov a envoyé plus de 1,5 milliard de roubles pour lutter contre la pandémie de Covid-19 pour l'achat de matériel médical et de soutien matériel aux médecins. En avril 2020, il est apparu que Kerimov, en collaboration avec le Fonds d'investissement direct russe, avait acheté plus de 20000 tests de coronavirus et les avait envoyés aux établissements de santé de Krasnoïarsk et de Derbent,.

## Distinctions
- Médaille de l'ordre du Mérite pour la Patrie, 2e classe (20 mars 2017) - pour une grande contribution au développement du parlementarisme russe et à l'activité législative active[105]
- Ordre « Pour les services rendus à l'oblast de Moscou », 1re classe (8 février 2017)[106]
- Insigne d'honneur de la république du Daghestan « Pour l'amour de la terre natale » (10 mars 2016)[107]
- Citoyen d'honneur de la ville de Derbent (4 septembre 2017)[108]
- Décerné le titre "Héros du peuple du Daghestan"[109]
- Médaille « Pour la contribution au développement économique et social de la république du Daghestan »[110]